# Primera División de Chile 1957
El Campeonato Nacional de Fútbol de la Primera División de 1957 fue el torneo disputado en la 25ª temporada de la máxima categoría del fútbol profesional chileno, con la participación de catorce equipos.
El torneo se jugó en dos rondas con un sistema de todos-contra-todos.
El campeón fue Audax Italiano que logró su cuarto campeonato.

## Tabla final
| Pos | Equipo               | PJ | PG | PE | PP | GF | GC | Dif | Pts |
| --- | -------------------- | -- | -- | -- | -- | -- | -- | --- | --- |
| 1   | Audax Italiano       | 26 | 15 | 4  | 7  | 51 | 42 | 9   | 34  |
| 2   | Universidad de Chile | 26 | 10 | 11 | 5  | 51 | 41 | 10  | 31  |
| 3   | Palestino            | 26 | 11 | 6  | 9  | 68 | 54 | 14  | 28  |
| 4   | Santiago Wanderers   | 26 | 11 | 5  | 10 | 43 | 37 | 6   | 27  |
| 5   | Unión Española       | 26 | 11 | 4  | 11 | 54 | 49 | 5   | 26  |
| 6   | Rangers              | 26 | 11 | 4  | 11 | 35 | 37 | -2  | 26  |
| 7   | Everton              | 26 | 12 | 2  | 12 | 49 | 62 | -13 | 26  |
| 8   | Colo-Colo            | 26 | 10 | 5  | 11 | 60 | 53 | 7   | 25  |
| 9   | Magallanes           | 26 | 10 | 5  | 11 | 43 | 58 | -15 | 25  |
| 10  | Green Cross          | 26 | 8  | 7  | 11 | 58 | 58 | 0   | 23  |
| 11  | Ferrobádminton       | 26 | 8  | 5  | 13 | 40 | 40 | 0   | 21  |
| 12  | O'Higgins            | 26 | 7  | 7  | 12 | 34 | 47 | -13 | 21  |
| 13  | Universidad Católica | 26 | 8  | 5  | 13 | 35 | 49 | -14 | 21  |
| 14  | San Luis de Quillota | 26 | 12 | 6  | 8  | 42 | 36 | 6   | 17  |

PJ=Partidos jugados; PG=Partidos ganados; PE=Partidos empatados; PP=Partidos perdidos; GF=Goles a favor; GC=Goles en contra; Dif=Diferencia de gol; Pts=Puntos
|  | Campeón                      |
|  | Desciende a Segunda División |

## Campeón
| Chile                    |
| Audax Italiano 4º Título |

## Liguilla por el descenso
Debido al empate de puntaje entre los tres últimos equipos, se jugó esta liguilla de descenso, que decidiría al equipo que iba a descender a la Segunda División. Universidad Católica quedó en último lugar en esta liguilla, pero debido a la mala inscripción de un jugador por parte de San Luis de Quillota y a la posterior resta de 13 puntos, fue el equipo quillotano que descendió y Universidad Católica mantuvo la categoría.
| Pos | Equipo               | PJ | PG | PE | PP | GF | GC | Dif | Pts |
| --- | -------------------- | -- | -- | -- | -- | -- | -- | --- | --- |
| 1   | O'Higgins            | 2  | 1  | 0  | 1  | 4  | 3  | 1   | 2   |
| 2   | Ferrobádminton       | 2  | 1  | 0  | 1  | 1  | 1  | 0   | 2   |
| 3   | Universidad Católica | 2  | 1  | 0  | 1  | 3  | 4  | -1  | 2   |

PJ=Partidos jugados; PG=Partidos ganados; PE=Partidos empatados; PP=Partidos perdidos; GF=Goles a favor; GC=Goles en contra; Dif=Diferencia de gol; Pts=Puntos